# Йовичич, Олга
Олга «Рита» Йовичич (серб. Олга «Рита» Јовичић; 1920, Кралево — 11 июля 1942, Дуге, Независимое государство Хорватия) — югославская студентка, партизанка Народно-освободительной войны Югославии, Народный герой Югославии.

## Биография
Родилась в 1920 году в Кралево. Окончила школу Кралево, в 1939 году уехала учиться в Белградский университет. В университете являлась одной из лучших студенток, занимаясь активной общественной деятельностью. В 1940 году вступила в компартию. В июне 1941 года, спустя несколько дней после начала войны СССР и Германии была арестована немецкой полицией по обвинению в сотрудничестве с коммунистическими партизанами, но отказалась что-либо говорить на допросах и в августе сбежала из тюрьмы с подругой, вступив в партизанское движение.

## Партизанская деятельность
Олга вступила в Кралевский партизанский отряд имени Йована Курсулы. Вместе с подругой они считались лучшими бойцами отряда, занимались агитацией и пропагандой, а также вербовкой новобранцев. В дни Первого антипартизанского наступления участвовала в боях за Санджак. 21 декабря 1941 вступила в 1-ю пролетарскую ударную бригаду, заняв должность политрука 1-й роты 4-го кралевского батальона.
Олга стала первой женщиной-политруком в армии Югославии. Она проявляла себя не только с оружием в руках, но и перед битвой, обращаясь к партизанам с напутственными речами. Олга вела за собой югославов во время Игманского марш-броска, битвы при Яхорине, Второго и Третьего антипартизанских наступлений, походе в Боснийскую Краину и стычках на Неретве. Благодаря этому многие партизаны могли доверять ей и поддерживали её как лидера роты. Более того, она никогда не оставляла своих солдат, несмотря на болезни и ранения.
Зимой 1941/1942 годов её отряд был окружён немцами в Романии. 1-я рота 4-го батальона попыталась прорвать кольцо окружения и выйти к Рогатице. Олга в то время серьёзно болела, у неё была высокая температура. Командир роты и солдаты с трудом её уговорили некоторое время побыть в походном лазарете, но не успели они пройти и нескольких километров, как их настигла Олга. Она заявила, что не могла оставить свою роту в тот момент, когда та выполняет особенно важное задание. Несмотря на сильную метель, солдатам удалось прорвать кольцо окружения и выйти к Яхорине.

## Гибель
В июле 1942 года во время битвы за Прозор Олга прибыла в село Дуге, где некоторое время зазывала босниек-мусульманок в 4-й батальон, который дислоцировался в то время в Дуге. 11 июля 1942 Олга возвращалась с группой девушек, вступивших в партизанские отряды, и неожиданно столкнулась с вооружёнными бандитами. Один из них открыл огонь из пулемёта и тяжело ранил Олгу. Однополчане уничтожили бандитов и срочно отправили Олгу в село, но от ран она вскоре скончалась в тот же день.

## Награды
20 декабря 1951 Олге Йовичич было посмертно присвоено звание Народного героя Югославии.